# Danby
Danby és una població dels Estats Units a l'estat de Vermont. Segons el cens del 2000 tenia 1.292 habitants.

## Demografia
Segons el cens del 2000, Danby tenia 1.292 habitants, 502 habitatges, i 362 famílies. La densitat de població era de 12 habitants per km².
Dels 502 habitatges en un 33,3% hi vivien nens de menys de 18 anys, en un 58,6% hi vivien parelles casades, en un 9,2% dones solteres, i en un 27,7% no eren unitats familiars. En el 20,5% dels habitatges hi vivien persones soles el 8,8% de les quals corresponia a persones de 65 anys o més que vivien soles. El nombre mitjà de persones vivint en cada habitatge era de 2,57 i el nombre mitjà de persones que vivien en cada família era de 2,96.
Per edats la població es repartia de la següent manera: un 25,5% tenia menys de 18 anys, un 7,7% entre 18 i 24, un 28,3% entre 25 i 44, un 25,4% de 45 a 60 i un 13,2% 65 anys o més.
L'edat mediana era de 37 anys. Per cada 100 dones de 18 o més anys hi havia 103 homes.
La renda mediana per habitatge era de 37.137 $ i la renda mediana per família de 39.737 $. Els homes tenien una renda mediana de 29.063 $ mentre que les dones 20.795 $. La renda per capita de la població era de 16.984 $. Entorn del 4,6% de les famílies i el 8,4% de la població estaven per davall del llindar de pobresa.